# Kolonie Kirdorf

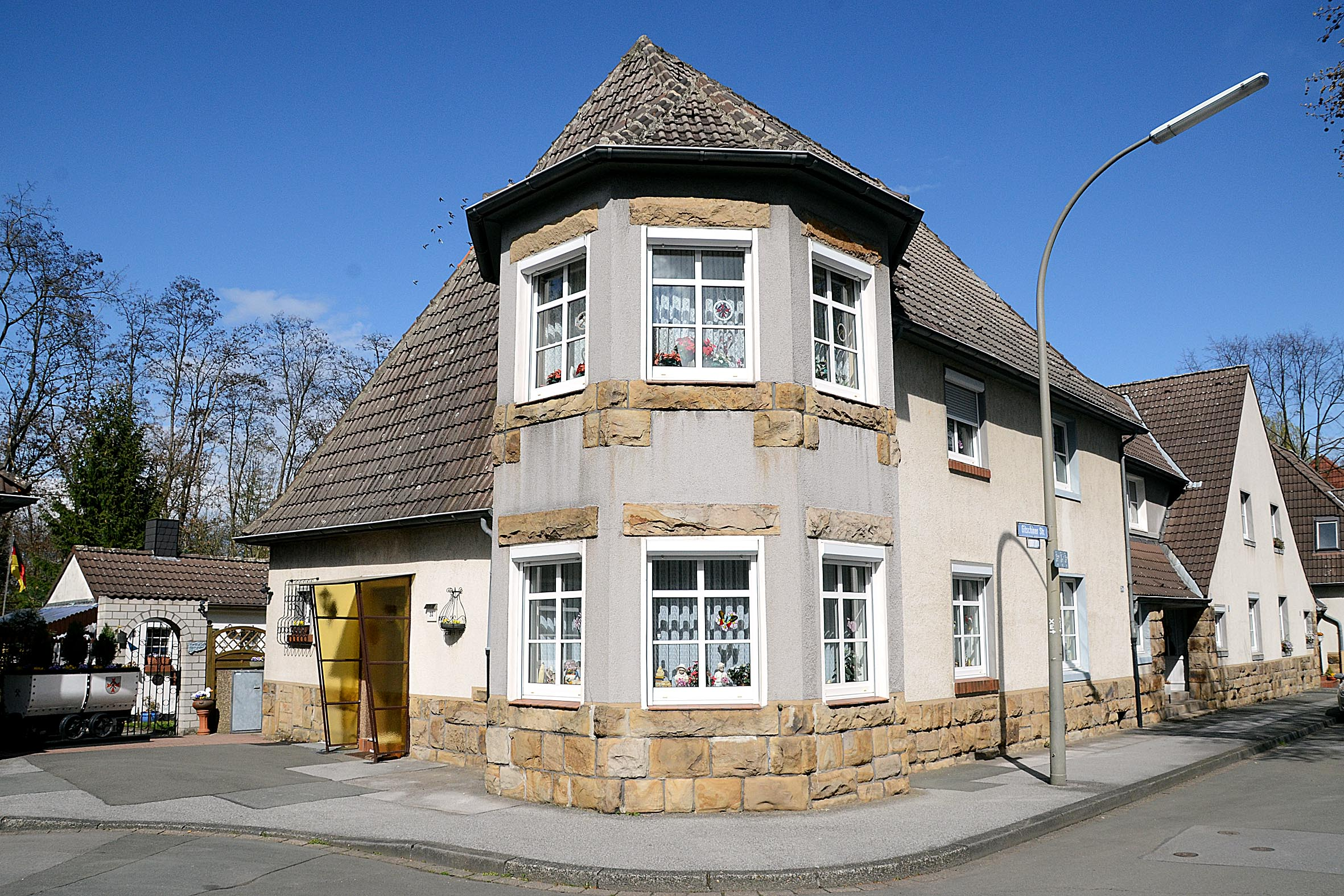
Siedlungseckhaus Gitschiner Straße

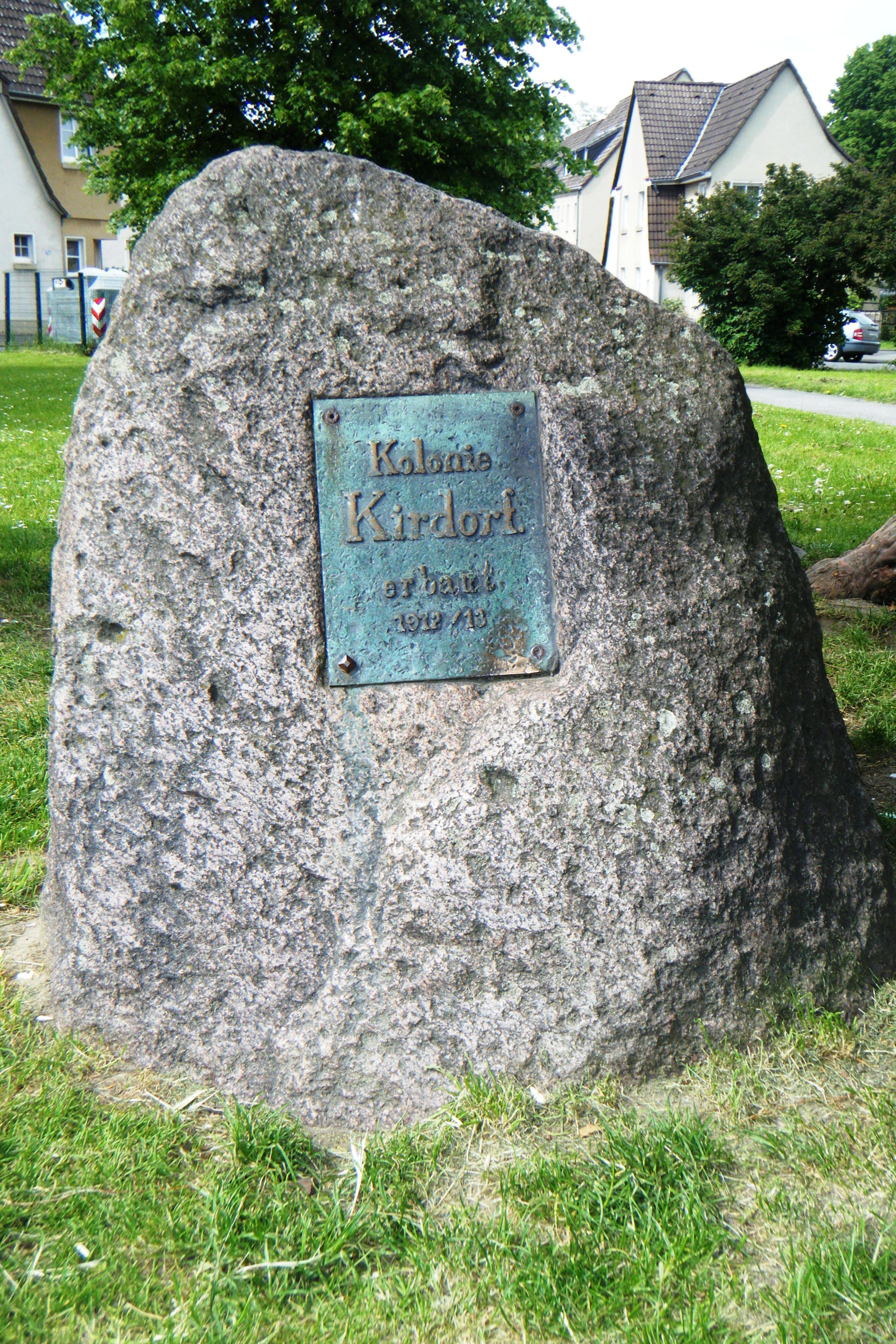
Gedenkstein Kolonie Kirdorf am Wrangelplatz

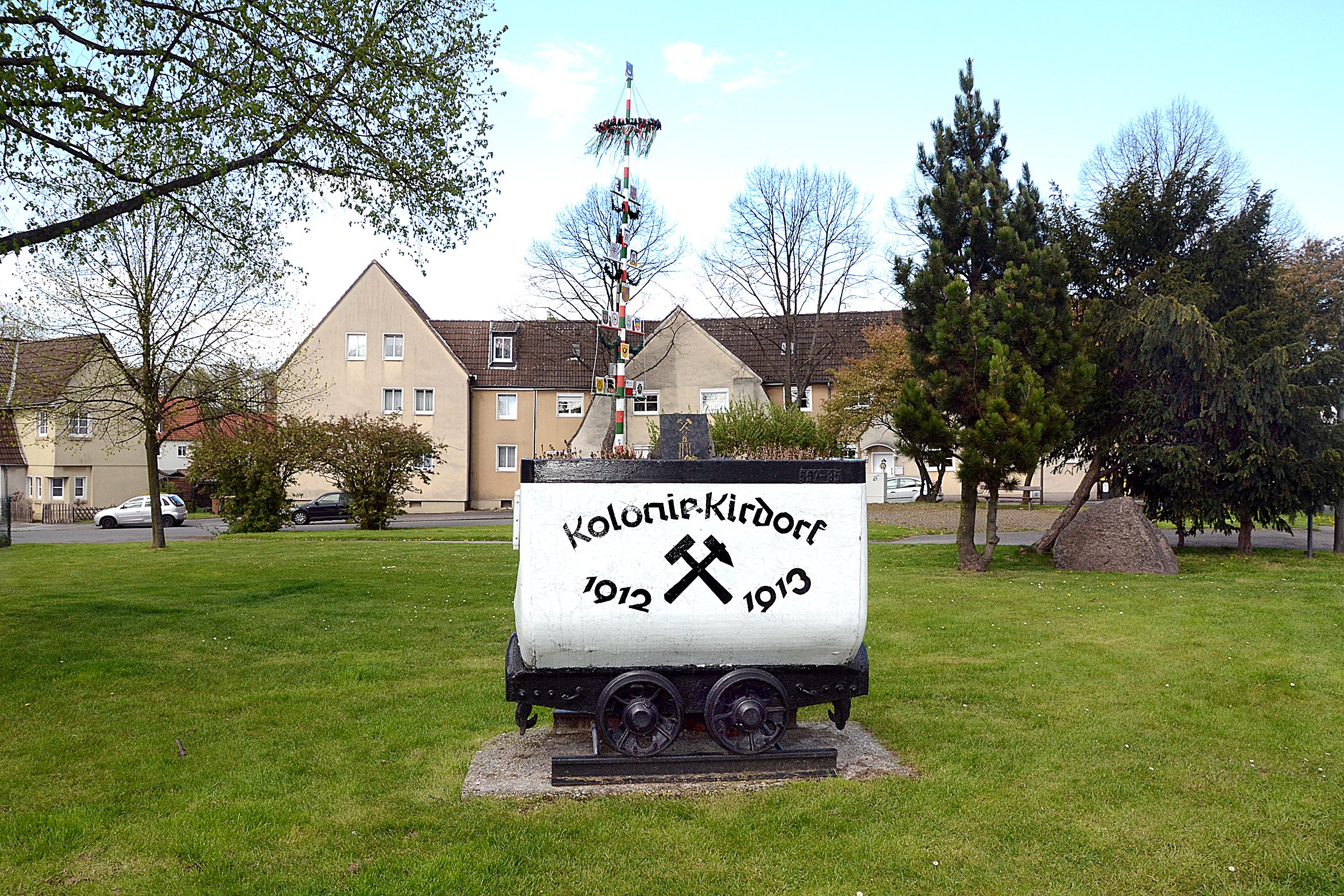
Zechenlore am Wrangelplatz

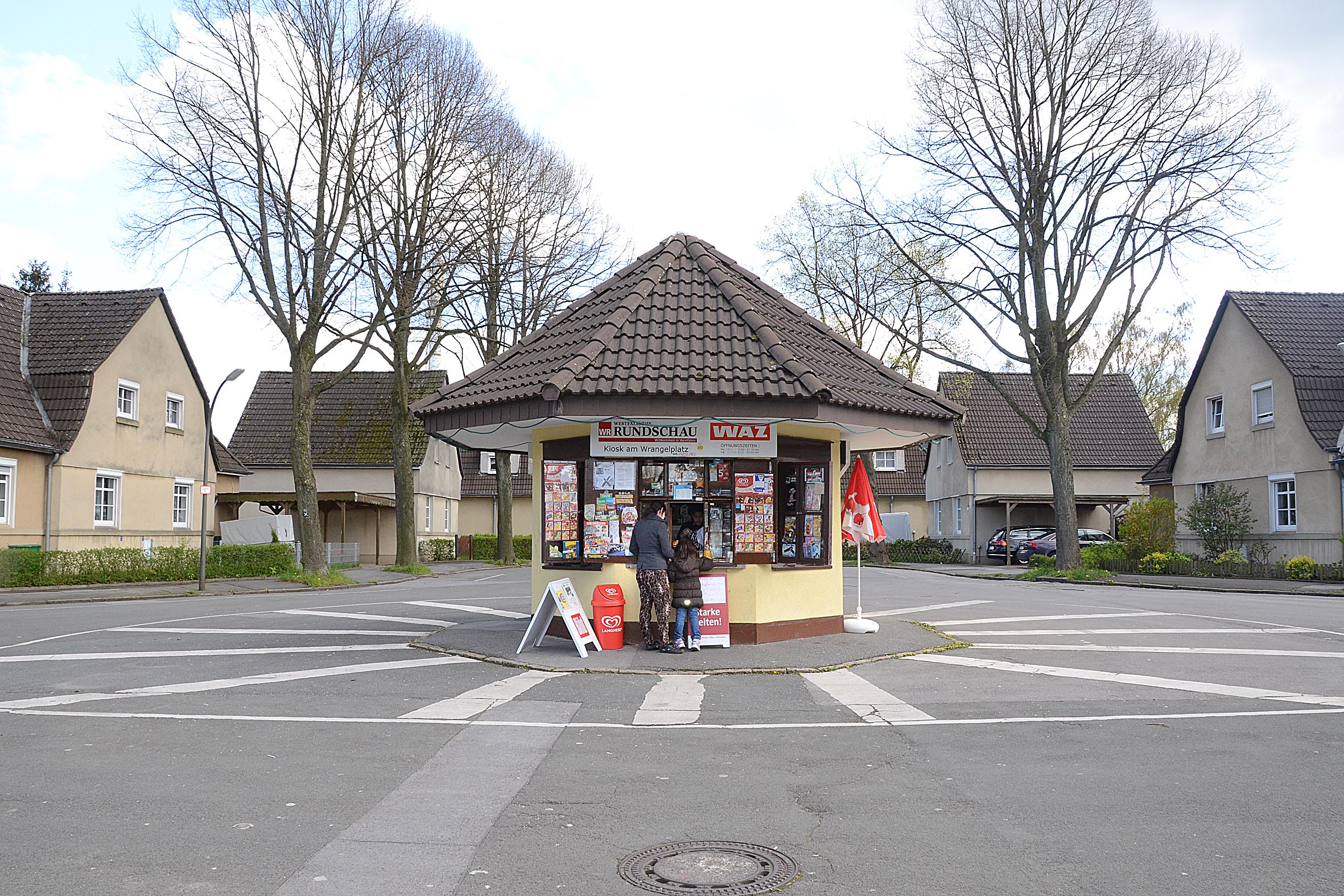
Denkmalgeschützter Kiosk auf dem Wrangelplatz

Die Kolonie Kirdorf – auch Kirdorf-Siedlung und Siedlung Gitschiner Straße genannt – ist eine Bergbausiedlung im Dortmunder Stadtteil Eving. Sie wurde von der Gelsenkirchener Bergwerks-AG (GBAG) 1912–13 im Stil einer Gartenstadt für Arbeiter und Angestellte der Zeche Minister Stein errichtet und nach ihrem Generaldirektor Emil Kirdorf benannt. 1935 erfolgte eine architektonisch angepasste Erweiterung im westlichen Bereich. Die Siedlung besteht heute aus 119 Wohnungen in abwechslungsreich gegliederten 70 Ein- und Zweifamilienhäusern sowie aus 89 Wohnungen in zweigeschossigen, ungegliederten Mehrfamilienhäusern, die als Ersatz für kriegszerstörte Siedlungshäuser errichtet worden waren. Der Gesamteindruck der Siedlung ist seit 2004 durch eine Erhaltungssatzung geschützt. Seit 2002 privatisierte die Eigentümerin Viterra Wohnen, heute Vonovia, die Ein- und Zweifamilienhäuser an die Mieter.

## Erhaltungssatzung
1984/85 beauftragte der Rat der Stadt Dortmund die Verwaltung, die Aufnahme der Kolonie Kirdorf in die Denkmalliste vorzubereiten. Zu einer Eintragung kam es aber nicht. Der Vorgang markiert den häufigen Interessenkonflikt zwischen Modernisierung, Privatisierung und Denkmalschutz. Bereits 1982–85 waren die Gebäude der westlichen Erweiterung umfassend modernisiert worden (farbiger Putz, neue Dacheindeckung, Heizungseinbau und Isolierverglasung). Die seinerzeit noch als VEBA Wohnen firmierende Eigentümerin kündigte 1985 auch für die Ein- und Zweifamilienhäuser im Kernbereich eine Vollmodernisierung an, die aber erst 1991–92 erfolgte (u. a. wurde die Beheizung mit Kohleöfen durch Wärme und Warmwasser aus einem Kohle-Heizkraftwerk in der Siedlung ersetzt). Erst mit der Ankündigung der Mieterprivatisierung setzten die städtischen Bemühungen um einen baulichen Siedlungsschutz wieder ein, „um bei anstehenden Modernisierungs- und Umbaumaßnahmen (Anm. durch die Hauskäufer) die Unverwechselbarkeit des Ortsbildes der Kolonie zu bewahren“, wie es in der Begründung der Erhaltungssatzung heißt, die am 15. Juni 2004 vom Rat der Stadt beschlossen wurde. An die Stelle des weitergehenden Denkmalschutzes der Häuser ist der Schutz des Gesamtbildes der Kolonie getreten, das „trotz getätigter Modernisierung in den 90er-Jahren erhalten werden (solle).“ In die Liste der Baudenkmale im Stadtbezirk Eving eingetragen wurde 2008 das „Wahrzeichen“ der Kolonie Kirdorf, der Kiosk auf dem zentralen Wrangelplatz, ein ehemaliges Trafohäuschen der Zeche Minister Stein.

## Privatisierung
Seit 1998 betrieb die VEBA Wohnen und nach einer Umbenennung die Viterra Wohnen ein umfangreiches Privatisierungs- und Verkaufsprogramm. Der Verkauf der Ein- und Zweifamilienhäuser erfolgte nach den Grundsätzen der „GSB Gesellschaft zur Sicherung von Bergmannswohnungen“ mbH (GSB). Es ist eine der Besonderheiten des Ruhrbergbaus, dass die Belegungsrechte des Bergbaus bzw. der 1987 stillgelegten Zeche Minister Stein fortbestehen und Bergleute weiterhin bevorzugt und ihre Wohnrechte besonders geschützt werden. Häuser dürfen darum an die Mieter, nahe Angehörige oder Vertrauenspersonen verkauft werden, was die befürchtete Mieterverdrängung erschwert. Zudem entstand unter Moderation des Planungsdezernenten Ullrich Sierau und des städtischen Wohnungsamtes die Vereinbarung „Eckpunkte zur zukünftigen Entwicklung der Kolonie Kirdorf“, die sowohl den hohen Kündigungsschutz für Nichtkäufer als auch das Ziel, das attraktive Erscheinungsbild der Siedlung zu erhalten, bekräftigte und von der Stadt, der Viterra Wohnen, den Dortmunder Mietervereinen und der Interessengemeinschaft der Kirdorf-Mieter, die sich 1993 wegen hoher Kosten des neuen Heizkraftwerkes gebildet hatte, unterzeichnet wurde. (Aus der Mietervertretung wird im Zuge der Privatisierung die „Interessengemeinschaft der Kirdorf-Siedler“, die im Juli 2012 eine Festschrift zur 100-Jahr-Feier herausgibt.)

## Namensstreit
2009 setzte ein öffentlicher Streit um den Siedlungsnamen „Kirdorf“ ein, weil der Industriemanager ein Förderer Hitlers gewesen war. Es wurden andere, „demokratisch legitimierte“ Namensgeber vorgeschlagen. Den Kritikern wurde entgegengehalten, dass Emil Kirdorf erst im hohen Alter und lange nach der Namensstiftung Hitler und der NSDAP Zugang zu großindustriellen Kreisen verschafft hatte. Weiterhin sei der Siedlungsname so stark im Sprachgebrauch verankert, dass eine Umbenennung, auch wenn sie aus politischen Gründen als angemessen erachtet werde, nicht durchsetzbar sei. Als Kompromiss wurde die Aufstellung einer erläuternden Gedenktafel vorgeschlagen, was bislang aber nicht realisiert ist.